# مالتیتول
مالتیتول (به انگلیسی: Maltitol) با فرمول شیمیایی C۱۲H۲۴O۱۱ یک ترکیب شیمیایی با شناسه پاب‌کم ۴۹۳۵۹۱ است. که جرم مولی آن ۳۴۴٫۳۱ g/mol می‌باشد. 